# Arcyosperma primulifolium
Arcyosperma es un género botánico monotípico de plantas fanerógamas, pertenecientes a la familia Brassicaceae. Su única especie, Arcyosperma primulifolium, es originaria de India.

## Descripción
Son hierbas perennes enanas, que alcanzan un tamaño de 10-20 cm de altura, glabras o escasamente pilosas con pelos simples, ramificada desde la base con ramas apenas superiores a las hojas radicales de longitud. Las hojas radicales espatuladas o-obovadas oblongas, densamente rosuladas, (5 -) 10-18 cm de largo, (1.5-) 2-5 cm de ancho; las caulinarias mucho más pequeñas, sésiles, oblongo-ovadas o elípticas, pocas, distantes, de 10-40 mm de largo, 5-15 mm de ancho, semiamplexicaules; todas las hojas subcarnosas, dentadas. Las inflorescencias en racimos de hasta 5 cm de largo en el fruto. Flores de 5 mm de diámetro, de color blanco o rosado; pedicelos (4 -) 6-10 (-12) mm de largo en la fruta. Sépalos de 3-4 mm de largo. Pétalos de 5-7 mm de largo, 1.5-2 mm de ancho, ápice truncado o subemarginado. Silicuas de 15-22 mm de largo,  2 mm de ancho, oblonga - cilíndricas, a menudo curvadas ligeramente hacia arriba; estigma corto, subsésil; semillas seriadas, muchas, de 1 mm de largo.

## Taxonomía
Arcyosperma primulifolium fue descrita por (Thomson) O.E.Schulz  y publicado en Pflanzenr. IV, 105(86): 182 1924.
Sinonimia
- Sisymbrium primulaefolium Thomson	[3]